# Hans Schiøtt
Hans Schiøtt (født 14. november 1938) er en dansk atomfysiker og politiker, der var medlem af Aarhus Byråd 1987-2005 og rådmand fra 1990-2001, valgt for Venstre.
Hans Schiøtt er uddannet cand.scient. i teoretisk fysik og har arbejdet som lektor i atomfysik ved Aarhus Universitet. Han gik ind i politik i 1985, da han efter at have været forældrevalgt i skolenævnet og repræsentant i skolekommissionen stillede op til byrådsvalget for Venstre. Ved sit første valg opnåede han dog ikke valg, men erstattede 4. november 1987 partifællen Frits Gundahl Sørensen i byrådet.
Efter valget i 1989 blev han rådmand for magistratens 5. afdeling, der havde ansvaret for de kommunale driftsvirksomheder. Han foreslog tidligt at fusionere Århus kommunale værker og Elselskabet Arke, hvilket han ikke mødte opbakning til. Fusionen skete dog i 2000 med dannelsen af NRGi, som han frem til 2005 blev udpeget til bestyrelsesformand for. Han var rådmand, da skraldekonflikten begyndte, og han var manden bag indførelsen af natbusser i Aarhus.
Fra 1994 frem til 2001 var han rådmand i magistratsafdelingen for teknik og miljø, hvor de store opgaver var at genåbne Aarhus Å samt renovere torve og pladser i Aarhus Midtby. Det var på hans vagt, at det blev besluttet, at Busgaden skulle føres gennem en tunnel. Da Hans Schøitt trak sig som Venstres spidskandidat sikrede han sig, at Louise Gade stillede op.